# Peter Buck
Peter Lawrence Buck (født 6. december 1956) er guitarist i det amerikanske band R.E.M.